# Nikon D7000
Nikon D7000 je 16,2 megapixelová digitální zrcadlovka společnosti Nikon představena dne 15. září 2010. Je třídou fotoaparátu umístěného mezi profesionální D300s a vstupní třídou D3000. Je nástupcem přístroje střední třídy D90. D7000 má četná vylepšení oproti D90, jako je tělo s vrchním a zadním krytem z hořčíkové slitiny, 2016pixelový barevný RGB expozimetr, 39 zaostřovacích bodů oproti 11 v D90, dvě zásuvky na karty SD a virtuální horizont (v živém náhledu a hledáčku). Nikon D7000 má oproti ostatním modelům DX třídy mnoho možností, které mají jen fotoaparáty profesionální třídy.
V roce 2011 získal D7000 čtyři důlezítá vyznamenání, například "Nejlepší pokročilá digitální zrcadlovka od TIPA.
Model D7000 byl nahrazen novějším modelem D7100, který byl vyhlášen 20. února 2013. Nikon ho však bude prodávat ještě několik měsíců.